# Servi Sulpici Galba (pretor 54 aC)
Servi Sulpici Galba (llatí: Servius Sulpicius S. f. S. n. Galba) va ser un magistrat romà. Era net del cònsol Servi Sulpici Galba, pare de Gai Sulpici Galba i besavi de l'emperador Galba. Formava part de la gens Sulpícia i era de la família dels Galba, d'origen patrici.
Juli Cèsar el va enviar contra els nantuates, veragres i seduns al començament de la seva campanya a la Gàl·lia i els va derrotar. Després va dirigir la Legió XII Fulminata a Octodurus, al país dels al·lòbroges, però va haver d'abandonar el Setge d'Octodurus on havia de passar l'hivern, per la pressió enemiga, fins al territori dels al·lòbroges. L'any 52 aC, al final de la campanya es va estacionar entre els hedus per passar l'hivern, amb la Legió XIV Gemina. El 54 aC va ser pretor urbà. El 49 aC va ser candidat a cònsol recolzat per Juli Cèsar, però no va ser elegit, segurament per la seva amistat amb Cèsar, que ja començava les seves disputes amb Pompeu.
Va ser amic de Dècim Brut i de Ciceró, i durant la guerra de Mutina va dirigir la legió Màrtia, que havia estat estacionada a Macedònia. Segons Suetoni, va prendre part a la conspiració contra Juli Cèsar. A la Tercera guerra civil, l'any 43 aC va ser legat de l'exèrcit senatorial contra Marc Antoni i va participar en la batalla on Antoni va ser derrotat. El seu paper a la batalla l'explica ell mateix en una carta a Ciceró que encara es conserva. Després de la batalla de Mutina va ser enviat a Roma per Dècim Juni Brut Albí, en un intent d'aturar Marc Antoni. Però un canvi en la situació política fa que s'aturi aquesta persecució. Després de la instauració del Segon Triumvirat, va ser condemnat a mort per la Lex Pedia. Segurament va ser jutjat, condemnat a mort i executat.